# Bajkalsko jezero
Bajkálsko jézero (rusko Озеро Байкал - Ozero Bajkal; burjatsko Байгал нуур, Baigal nuur; mongolsko Байгал нуур, Baigal nuur, etimološko pomeni 'naravno jezero') v jugovzhodni Rusiji ob meji z Republiko Burjatijo je najstarejše, po količini sladke vode največje in najgloblje sladkovodno jezero.
Razteza se na površini 31.494 km², kar je enako površini Belgije. Dolžina jezera je 636 km, širina 25 do 79,5 km, dolžina obale je vsaj 2000 km. Globina jezera doseže kar 1743 m (1285 m pod morsko gladino), srednja globina pa je 731 m. Jezero vsebuje več kot 23.000 km³ vode tako, da bi ga lahko napolnili s prostornino vseh Velikih jezer. Ta količina je enaka 22–23 % sveže površinske sladke vode na svetu.
Od leta 1996 je jezero uvrščeno na seznam Unescove svetovne dediščine.

## Geografija in hidrografija
Bajkalsko jezero je riftna dolina, ki jo je ustvarila Bajkalska riftna cona, kjer zemeljsko skorjo počasi vleče narazen. Z dolžino 636 km in širino 79 km ter 31.722 km2 ima Bajkalsko jezero največjo površino med sladkovodnimi jezeri v Aziji in s 1642 m najgloblje jezero na svetu. Dno jezera je 1186,5 m pod morsko gladino, a pod tem leži približno 7 km sedimenta, kar pomeni da je dno riftne doline približno 8–11 km pod gladino, in tako najgloblji celinski riftni jarek na Zemlji. V geologiji je rift mlad in aktiven - širi se za približno 2 cm na leto. Območje prelomov je tudi potresno aktivno; na območju se pojavljajo vroči vrelci, vsakih nekaj let pa se zgodijo opazni potresi. Jezero je razdeljeno na tri kotline: Severno, Centralno in Južno, globine približno 900 m, 1600 m in 1400 m. Prelomne cone, ki se dvigajo do globine približno 300 m, ločujejo kotline. Severno in centralno kotlino ločuje Akademikov greben, medtem ko območje okrog delte reke Selenge in sedla Buguldeika ločuje Centralno in Južno kotlino. Jezero se izliva v Angaro, pritok Jeniseja. Med pomembne površinske oblike spada tudi rt Ryty na severozahodni obali Bajkala.
Starost Bajkala je ocenjena na 25–30 milijonov let, kar pomeni, da je najstarejše jezero v geološki zgodovini. Je edinstveno med velikimi jezeri na visoki zemljepisni širini, saj njegovih sedimentov ni izpodjedel prekrivajoč se kontinentalni ledeni pokrov. Ruske, ameriške in japonske skupne študije jezerskih sedimentov z globokim vrtanjem v 1990-ih ponujajo podroben zapis o podnebnih nihanjih v zadnjih 6,7 milijona let. V bližnji prihodnosti pričakujemo daljša in globlje raziskave usedlin. Bajkalsko jezero je edino omejeno sladkovodno jezero, v katerem obstajajo neposredni in posredni dokazi klatratnih hidratov (kristalne trdne snovi na vodni osnovi, ki so fizično podobne ledu, v katerih so majhne nepolarne molekule (tipično plini) ali polarne molekule z velikimi hidrofobnimi delci ujete v "kletke "molekule vode, vezane na vodik).
Jezero je obdano z gorami; Bajkalsko pogorje na severni obali, pogorje Barguzin na severovzhodni obali in tajga so zaščiteni kot narodni park. Vsebuje 27 otokov, največji, Olhon, ki je dolg 72 km in je tretji največji otok v jezeru na svetu. Jezero napaja kar 330 dotočnih rek. [24] Glavne, ki tečejo neposredno v Bajkal, so reka Selenga, Barguzin, zgornja Angara, Turka, Sarma in Snežnaja. Izteka skozi en sam izliv, reko Angara.
- Digitalni model višin regije Bajkalskega jezera
- Porečje reke Jenisej z Bajkalskim jezerom
- Klifi otoka Olhon
- Peščena obala okrožja Kabanski
- Gore na polotoku Svjatoj Nos, narodni park Zabajkalski
- Reka Turkapri ustju preden se izlije v Bajkalsko jezero

### Značilnosti vode
Bajkal je eno najbolj bistrih jezer na svetu. V zimskem času je lahko prosojnost vode na odprtih odsekih do 30–40 m, poleti pa običajno 5–8 m. Bajkal je bogat s kisikom, tudi v globokih delih, kar ga ločuje od izrazito stratificiranih vodnih teles, kot sta Tanganjiško jezero in Črno morje.
V Bajkalskem jezeru se temperatura vode močno razlikuje glede na lokacijo, globino in čas v letu. Pozimi in spomladi površina zamrzne za približno 4–5 mesecev; od začetka januarja do začetka maja, junija (zadnje na severu) je jezerska površina pokrita z ledom. V povprečju led doseže debelino od 0,5 do 1,4 m, ponekod na gričkih lahko tudi več kot 2 m. V tem obdobju se temperatura počasi zvišuje z globino v jezeru, saj je hladno blizu ledene površine ob zamrzovanju in doseže približno 3,5–3,8 ° C na globini 200–250 m. Po razpadu površinskega ledu sonce površino počasi segreva, v maju in juniju pa zgornjih 300 m postane homotermično (enaka temperatura v celotni debelini) pri približno 4 ° C zaradi mešanja vode. Sonce še naprej segreva površinsko plast in na vrhuncu avgusta lahko doseže približno 16 ° C v glavnem delu, v plitvih zalivih v južni polovici jezera pa 20–24 ° C. V tem času je vzorec obrnjen v primerjavi z zimo in pomladjo, saj temperatura vode pada z naraščajočo globino. Ko se začne jesen, površinska temperatura spet pade, v obdobju med oktobrom in novembrom okoli 4 ° C zgornjih okoli 300 m pa se pojavi drugo homotermično obdobje. V najglobljih delih jezera, od približno 300 m dalje, je temperatura stabilna 3,1–3,4 ° C z le manjšimi letnimi spremembami.
Povprečna temperatura na površini se je v zadnjih 50 letih dvignila za skoraj 1,5 ° C, kar pomeni krajše obdobje ko je jezero prekrito z ledom. Na nekaterih lokacijah so našli hidrotermalne odprtine z vodo, ki ima približno 50 ° C. Te so večinoma v globoki vodi, lokalno pa jih najdemo tudi v relativno plitvi vodi. Zaradi velike prostornine jezera slabo vplivajo na temperaturo jezera.
Viharno vreme na jezeru je običajno, zlasti poleti in jeseni in lahko povzroči valove, visoke tudi do 4,5 m.
- Bajkalsko jezero kot se vidi iz satelita OrbView-2
- Spomladanski led se tali na Bajkalskem jezeru, 4. maja: vidi se z ledom pokrit sever, medtem ko je večji del juga že brez ledu.
- Krog tankega ledu, premera 4,4 km na južni konici jezera, verjetno posledica konvekcije
- Delta reke Selenga, glavni pritok

## Živalstvo in rastlinstvo
Bajkalsko jezero ima bogato biotsko raznovrstnost. Na podlagi trenutnih znanj gosti več kot 1000 vrst rastlin in 2500 vrst živali, vendar so dejanske številke za obe skupini verjetno  bistveno večje. Več kot 80 % živali je endemitov.

### Rastlinstvo
V povodju Bajkalskega jezera so zastopane številne cvetne vrste. Močvirski osat (Cirsium palustre) najdemo tukaj na vzhodni meji svojega geografskega območja.
Potopljene makrofitne vaskularne rastline so večinoma odsotne, razen v nekaterih plitvih zalivih ob obalah Bajkalskega jezera. Zabeleženih je več kot 85 vrst potopljenih makrofitov, vključno z rodovi, kot so rogolist Ceratophyllum, rmančevke Myriophyllum, dristavec Potamogeton in ježkovke Sparganium. Invazivna vrsta račja zel (Elodea canadensis) je bila v jezero uvedena v 1950-ih. Namesto vaskularnih rastlin v vodni flori pogosto prevladuje več vrst zelenih alg, zlasti Draparnaldioidi, Tetraspora in Ulothrix v vodi, plitvejši od 20 m; čeprav se Aegagrophila, Cladophora in Draparnaldioides lahko pojavijo globlje od 30 m. Razen Ulothrix, v vseh teh rodovih zelenih alg obstajajo endemične bajkalske vrste. V jezeru najdemo več kot 400 diatomskih vrst, bentoških in planktonskih, približno polovica teh pa je endemičnih; vendar za to skupino ostajajo velike taksonomske negotovosti.

### Sesalci
Bajkalski tjulenj ali nerp (Pusa sibirica) je splošno razširjen po Bajkalskem jezeru. Je edina povsem sladkovodna vrsta tjulnjev na svetu, od ostalih sta sladkovodni le še dve podvrsti kolobarjastega tjulnja.
V habitatih okrog jezera najdemo široko paleto kopenskih sesalcev, kot so rjavi medved (Ursus arctos arctos), volk (Canis lupus lupus), navadna lisica, sobolj (Martes zibellina), velika podlasica, los, sibirski rdeči jelen (C. elaphus sibirica), severni jelen (Rangifer tarandus), sibirska srna (Capreolus pygargus), divja svinja, navadna veverica, sibirski burunduk/čipmunk (Eutamias sibiricus), svizec, leming in planinski zajec. Do zgodnjega srednjega veka je bil v bližini jezera, ki je bil najbolj vzhodni del njegovega območja, prisoten zober.

### Ptice
V Bajkalskem jezeru živi 236 vrst ptic, od tega 29 vodnih ptic plojkokljuni. Čeprav je ime po jezeru poimenovano, sta formoški kreheljc (sibirionetta formosa) in bajkalska pevka (Locustella davidi) zelo razširjena v vzhodni Aziji.

### Ribe
Manj kot 65 domačih rib se pojavlja v porečju jezera, več kot polovica jih je endemičnih. Družine Abyssocottidae, Comephoridae in Cottocomephoridae so v celoti omejene na jezersko porečje. Vse to so del Cottoidee – glavači - in so običajno dolge manj kot 20 cm. Posebej velja omeniti dve vrsti glavačev (Comephorus baicalensis in C. dybowskii). Te dolgo prosojne ribe živijo v odprti vodi na globinah 100–500 m, vendar se pojavljajo tako plitveje kot veliko globlje. So najgloblje živeče sladkovodne ribe na svetu. Glavači so glavni plen bajkalskih tjulnjev in predstavljajo največjo ribjo biomaso v jezeru. Poleg članov Cottoidee je v porečju jezera malo endemičnih vrst rib. 
Najpomembnejša lokalna vrsta ribištva je omul (Coregonus migratorius), endemitska bela riba. Ujamejo ga, prekadijo in nato na široko prodajo na trgih okoli jezera. Še ena endemična riba naseljuje jezero C. baicalensis. Bajkalski črni lipan (Thymallus baicalensis), bajkalski beli lipan (T. brevipinnis) in sibirski jeseter (Acipenser baerii baicalensis) so druge pomembne vrste s tržno vrednostjo. Endemične so tudi za porečje Bajkalskega jezera.

### Vretenčarji
Jezero gosti bogato endemično favno nevretenčarjev. Ceponožec Epischura baikalensis je endemičen na Bajkalsko jezero in tamkajšnje prevladujoče vrste zooplanktona, kar predstavlja 80 do 90 % celotne biomase. Ocenjujejo, da ceponožci filtrirajo do tisoč kubičnih kilometrov vode na leto ali celoten volumen jezera vsakih triindvajset let.
Med najrazličnejše nevretenčarje spadajo raki postranice in dvoklopniki, sladkovodni polži, črviči in turbelarni črvi.

### Spužve
V jezeru se pojavlja najmanj 18 vrst spužev. od tega 14 vrst iz endemične družine Lubomirskiidae (preostale so iz družine sporovillidae nondeemic). V obalnih regijah Baikala je največja bentična biomasa spužev. Lubomirskia baicalensis, Baikalospongia bacillifera in B. intermedia so za sladkovodne spužve nenavadno velike in lahko dosežejo 1 m ali več. Te tri so tudi najpogostejše spužve v jezeru. Medtem ko imajo vrste Baikalospongia običajno vgrajene ali preprogam podobne strukture, ima L. baikalensis pogosto razvejane strukture in na območjih, kjer so pogoste lahko tvorijo podvodne 'gozdove'. Večina spužev v jezeru je običajno zelena zaradi simbiotskih klorofitov (zoochlorella), lahko pa je tudi rjavkasta ali rumenkasta.

## Zgodovina
Območje Bajkal, včasih znano kot Bajkalia – regija okoli Bajkalskega jezera - ima dolgo zgodovino poselitve. Zgodnje znano pleme na tem območju so bili Kurikanci.
Na območju nekdanjega severnega ozemlja konfederacije Xiongnu je Bajkalsko jezero eno od prizorišč vojn med Hani – Xiongnu, kjer so vojske dinastije Han preganjale in premagale sile Xiongnu od 2. stoletja pred našim štetjem do 1. stoletja našega štetja. Zapisali so, da je jezero 'ogromno morje' (hanhai) in so ga poimenovali Severno morje (Běihǎi) od polmističnega Štiri morja. Kurkanci, sibirsko pleme, ki je naselilo območje v 6. stoletju, so mu dali ime, kar v prevodu pomeni 'veliko vode'. Kasneje so ga Burjati imenovali 'naravno jezero' (Baygal nuur), Jakuti pa 'bogato jezero' (Bay göl). Evropejcem je bilo malo znano o jezeru, dokler se Rusija v 17. stoletju ni razširila na območje. Prvi ruski raziskovalec, ki je dosegel Bajkalsko jezero, je bil Kurbat Ivanov leta 1643.
Ruska širitev na območje Burjatije okoli Bajkalskega jezera v letih 1628–58 je bila del ruskega osvajanja Sibirije. Najprej je sledila po reki Angari navzgor od Jenisejska (ustanovljen 1619) in kasneje s premikom južno od reke Lene. Rusi so prvič slišali za Burjate leta 1609 pri Tomsku. Po pripovedovanju ljudstev sto let po tem je leta 1623 Demid Pjanda, ki je bil morda prvi Rus, ki je dosegel Leno, prestopil od zgornje Lene do Angare in prispel v Jenisejsk. Vikhor Savin (1624) in Maksim Perfiljev (1626 in 1627–28) sta raziskovala [[Tunguško državo ob spodnji Angari. Na zahodu je bil leta 1627 ustanovljen Krasnojarsk ob zgornjem Jeniseju. Vzhodno od Krasnojarska so raziskovale številne slabo dokumentirane odprave. Leta 1628 je Pjotr Beketov prvič naletel na skupino Burjatov in od njih pobiral jasak (davek) pri prihodnjem mestu Bratsk. Leta 1629 se je Jakov Khripunov odpravil iz Tomska, da bi sledil govoricam o rudniku srebra. Njegovi možje so kmalu začeli pleniti tako Ruse kot domorodce. Pridružila se jim je še ena skupina razbojnikov iz Krasnojarska, vendar so zapustili državo Burjatov, ko jim je zmanjkalo hrane. To je otežilo ostalim Rusom vstop na to območje. Maksim Perfiljev je leta 1631 pri Bratsku zgradil ostrog (trdnjava). Pokoritev je bila zmerno uspešna, toda leta 1634 je bil Bratsk uničen in njegov garnizon pobit. Leta 1635 je bil Bratsk obnovljen s kazensko ekspedicijo pod Radukovskim. Leta 1638 so ga neuspešno oblegali.
Leta 1638 je Perfiljev prestopil iz Angare čez prelaz Ilim do reke Lene in se spustil navzdol vse do Olimokminska. Vrnil se je po reki Vitim na območje vzhodno od Bajkalskega jezera (1640), kjer je slišal poročila o državi Amur. Leta 1641 je bil na zgornji Leni ustanovljen Verkholensk. Leta 1643 je Kurbat Ivanov šel naprej po Leni in postal prvi Rus, ki je videl Bajkalsko jezero in otok Olkhon. Polovica njegove odprave pod Skorokhodovom je ostala na jezeru, dosegla Zgornjo Angaro na njenem severnem vrhu in zimovala ob reki Barguzin na severovzhodni strani.
Leta 1644 se je Ivan Pohabov odpravil po Angari na Bajkal in postal morda prvi Rus, ki je uporabil to pot, kar je zaradi brzic težko. Prešel je jezero in raziskal spodnjo reko Selenge. Okoli leta 1647 je ponovil potovanje, si priskrbel vodnike in obiskal 'Tsetsen Khan' blizu Ulan Batorja. Ivan Galkin je leta 1648 na reki Barguzin zgradil ostrog, ki je postal središče širitve proti vzhodu. Leta 1652 je Vasilij Kolesnikov iz Barguzina sporočil, da se lahko prispe do države Amur, če se sledi reki Selenga, Uda in Hilok do prihodnjih krajev Čita in Nerčinsk. Leta 1653 se je Pjotr Beketov odpravil na Kolesnikovo pot do Irgenskega jezera zahodno od Čita in tisto zimo je njegov mož Urasov ustanovil Nerčinsk. Naslednjo pomlad je poskušal zasesti Nerčensk, vendar so ga njegovi prisilili, da so se pridružili Stefanovu na Amurju. Nerčinsk so uničili lokalni Evenki, a ga obnovili leta 1658.
Transsibirska železnica je bila zgrajena med letoma 1896 in 1902. Za izgradnjo slikovite železnice okoli jugozahodnega konca Bajkalskega jezera je bilo potrebno 200 mostov in 33 predorov. Do dokončanja je železniški trajekt več let prevažal železniške kompozicije čez jezero od pristanišča Bajkal do Misovaja. Jezero je postalo mesto manjšega zapleta med češkoslovaško legijo in Rdečo armado leta 1918. V času zimskih zmrzali so jezero lahko prečkali peš, čeprav v nevarnosti ozeblin in smrtonosne hipotermije zaradi hladnega vetra, ki se nemoteno premika po ravni ledeni širini. Pozimi leta 1920 je prišlo do velikega sibirskega ledenega marca, ko je umikajoča se ruska vojska prestopila zamrznjeno Bajkalsko jezero. Veter na izpostavljenem jezeru je bil tako hladen, da je umrlo veliko ljudi, ki so zamrznili na mestu do pomladne odjuge.
Ko je bila železnica zgrajena, je nastala velika hidrogeografska odprava na čelu s F. K. Draženkom, ki je izdelal prvi podroben zemljevid jezerskega dna.
V začetku leta 1956 je zaprtje jezu Irkutsk na reki Angara dvignilo gladino jezera za 1,4 m.
- Burjatski šaman na otoku Olkhon
- Ruska karta iz okoli leta 1700, Bajkal (ni v merilu) je zgoraj
- Parna lokomotiva na progi okoli Bajkala
- Ledolomilec Angara je bil predstavljen leta 1900 in je eden najstarejših ohranjenih ledolomilcev

## Raziskave
Na Bajkalskem jezeru več organizacij izvaja naravoslovne raziskovalne projekte. Večina jih je vladnih ali povezana z vladnimi organizacijami. Bajkalski raziskovalni center je neodvisna raziskovalna organizacija, ki na jezeru izvaja okoljske izobraževalne in raziskovalne projekte.
Julija 2008 je Rusija poslala dve majhni podvodni plovili, Mir-1 in Mir-2, da sta se potopili 1592 m na dno Bajkalskega jezera in opravili geološke in biološke preskuse v tem edinstvenem ekosistemu. Čeprav so prvotno poročali o uspešnosti, niso postavili svetovnega rekorda za najgloblji potop v sladki vodi, saj so dosegli globino le 1580 m. Ta rekord trenutno vodi Anatolij Sagalevič na 1637 m (tudi v Bajkalskem jezeru na krovu plovila Riba leta 1990). Ruski znanstvenik in zvezni politik Artur Čilingarov, vodja misije, je sodeloval pri potopih z Mirom, prav tako ruski voditelj Vladimir Putin.
Od leta 1993 se izvajajo raziskave nevtrinov z globokovodnim teleskopom Baikal (BDUNT). Baikal Neutrino teleskop NT-200 se uporablja 3,6 km od obale, na globini 1,1 km. Sestavljen je iz 192 optičnih modulov.

## Gospodarstvo
Jezero, imenovano 'biser Sibirije', je privabilo vlagatelje iz turistične industrije, ko so energetski prihodki spodbudili gospodarski razcvet. Grand Baikal Viktorja Grigorova v Irkutsku je eden od investitorjev, ki je načrtoval gradnjo treh hotelov in ustvaril 570 delovnih mest. Leta 2007 je ruska vlada razglasila regijo Bajkal za posebno gospodarsko območje. Priljubljeno letovišče v Listvjanki je sedež sedemnadstropnega hotela Majak. Na severnem delu jezera je Baikalplan (nemška nevladna organizacija) leta 2009 skupaj z Rusi zgradila Frolikha Adventure Coastline Track, 100 km dolgo pot kot primer trajnostnega razvoja regije. Bajkal je bil leta 1996 tudi vpisan na seznam Unescove svetovne dediščine. Rosatom načrtuje, da bo skupaj z mednarodno tovarno za uran zgradil laboratorij v bližini Bajkala ter vložil 2,5 milijarde dolarjev v regijo in ustvaril 2000 delovnih mest v mestu Angarsk.
Bajkalsko jezero je priljubljena destinacija med turisti iz vsega sveta. Po podatkih ruske zvezne državne statistične službe je leta 2013 Irkutsk in Bajkalsko jezero obiskalo 79.179 tujih turistov; leta 2014 146.937 obiskovalcev. Najbolj priljubljeni kraji ob jezeru so vas Listvjanka, otok Olhon, rt Kotelnikovski, Bajkalski Priboj, letovišče Hakusi in vas Turka. Priljubljenost Bajkalskega jezera iz leta v leto narašča, a na tem območju ni razvite infrastrukture. Za kakovost storitev in udobje z vidika obiskovalcev je še dolga pot.
Ledena cesta na otok Olhon je edina zakonita ledena cesta na Bajkalskem jezeru. Pot vsako leto pripravijo specialisti in se odpre, ko to dopuščajo ledene razmere. Leta 2015 je bila ledena pot do Olhona odprta od 17. februarja do 23. marca. Debelina ledu na cesti je približno 60 cm, največja dovoljena nosilnost - 10 t; za javnost je odprta od 9. do 18. ure. Cesta preko jezera je dolga 12 km in vodi iz vasi Kurkut na celini do Irkutske Gube na otoku Olhon. Na otok je mogoče priti s plovilom na zračni blazini ali avtomobilom.

## Ekoturizem
Bajkal ima glede na letni čas številne različne turistične dejavnosti. Na splošno ima dva vrhunca turistične sezone. Prva sezona je ledena sezona, ki se običajno začne sredi januarja in traja do sredine aprila. V tej sezoni se debelina ledu poveča do 140 centimetrov, kar omogoča precej varno vožnjo vozil po ledenem pokrovu (razen težkih vozil, kot so turistični avtobusi, ki ne tvegajo). To omogoča dostop do ledenih figur, ki se oblikujejo na skalnatih bregovih otoka Olhon, vključno z rtom Hoboj, skalovjem Trije bratje in jamami do severa Hužirja. Omogoča tudi dostop do majhnih otokov, kot sta Ogoj in Zamogoj.
Led ima prosojnost enega metra globine z različnimi vzorci razpok, mehurčkov in zvokov. Zato je ta sezona priljubljena za pohodništvo, hojo po ledu, drsanje in kolesarjenje. Ledena pot okoli Olkhona je je dolga približno 200 km. Nekateri turisti lahko na poti opazijo bajkalskega tjulnja. Lokalni podjetniki ponujajo noč v jurti na ledu. Ta sezona privablja tufi ljubitelje ribolova na ledu. Ta dejavnost je najbolj priljubljena na burjatijski strani Bajkala (Ust-Barguzin).
Ledena sezona se konča sredi aprila. Zaradi naraščajočih temperatur se led začne taliti in postaja tanjši in lomljiv, zlasti v krajih z močnimi tokovi. Vozila in ljudje se začnejo vdirati. To vsako leto zahteva veliko žrtev.
Druga turistična sezona je poletje, ki turistom omogoča globlje potope v deviško bajkalsko naravo. Pohodniške poti se odprejo, veliko jih prečka dve gorski verigi: pogorje Bajkal na zahodni strani in Barguzin na vzhodni strani. Najbolj priljubljena pot se začne v Listvjanki in poteka ob obali jezera do Boljšoje Goloustnoje. Skupna dolžina poti je 55 km, vendar večina turistov običajno prehodi le del - odsek 25 km do Boljšije Kotija. Je lažja, zato jo lahko prehodijo ljudje brez posebnih težav in opreme.
Na tem območju delujejo majhna turistična plovila, ki vozijo na opazovanje ptic, živali (zlasti bajkalskega tjulnja) in na ribolov. Voda v jezeru je v večini krajev izjemno hladna (večino leta ne presega 10 C), vendar je v nekaj zalivih, kot je Čivirkuj, lahko udobna za kopanje.

## Ekologija
Leta 1966 so na južnem delu jezera pri Bajkalsku postavili tovarne celuloze, ki je jezero onesnaževala s kemikalijami. Tovarna je leta 2008 zaradi nerentabilnosti prenehala z obratovanjem, 4. januarja 2010 pa je ponovno začela obratovati. 13. januarja 2010 je ruski predsednik Vladimir Putin sprejel spremembe zakonodaje, ki je legalizirala obratovanje tovarne, kar je sprožilo val protestov ekologov in lokalnega prebivalstva. Septembra 2013 je tovarna ponovno bankrotirala in prenehala delovati, z dokončnim zaprtjem zaprtjem pa je 28. decembra 2013 službo izgubilo še zadnjih 800 delavcev. 28. decembra 2013 je bil sprejet sklep ruske vlade, da bo na mestu, kjer je nekoč stala tovarna zgradila razstavišče, kjer bodo predstavljeni ruski narodni parki.